# 惠登甲
惠登甲（1837年—1903年），甘肅慶陽府安化縣人，清朝政治人物。

## 生平
光緒二年（1876年）參加丙子恩科會試，得貢士第八十名，殿試登進士三甲第八十名。同年五月（6月3日），經吏部掣簽，授即用知縣。历官广东海阳、番禺、花县等知县，升阳江州同知、南雄直隶州知州。以知府举荐，赴京引见，改分陕西。以积劳致疾，卒于光绪二十九年（1903年）六月，归葬县城小北门外倪家湾。

## 著作
有《庆防纪略》二卷，详细记述同治年间陕甘回乱期间庆阳的战事。其工诗词，内容多涉庆阳当地风物。